# Лаеканнуська сільська рада
Ла́еканнуська сільська рада (ест. Laekannu külanõukogu, рос. Лаэканнуский сельский совет) — сільська рада в Естонській РСР, адміністративно-територіальна одиниця в складі повіту Тартумаа (1945—1950) та Муствееського району (1950—1954).

## Населені пункти
Сільській раді підпорядковувалися села: Лаеканну (Laekannu), Сааре (Saare), Рая (Raja), Раяметса (Rajametsa), Тинісмаа (Tõnismaa), Теадусааре (Teadusaare), Вястріку (Västriku), Алекере (Alekere), Каевусааре (Kaevusaare), Куллісааре (Kullisaare).

## Історія
13 вересня 1945 року на території волості Авінурме в Тартуському повіті утворена Лаеканнуська сільська рада з центром у селі Лаеканну. Головою сільської ради обраний Якоб Лаурісон (Jakob Laurison), секретарем — Аугуст Амбос (August Ambos).
26 вересня 1950 року, після скасування в Естонській РСР повітового та волосного поділу, сільська рада ввійшла до складу новоутвореного Муствееського сільського району.
17 червня 1954 року в процесі укрупнення сільських рад Естонської РСР Лаеканнуська сільська рада ліквідована. Її територія склала північну частину Улвіської сільської ради.